# Adele Goldberg
Pour les articles homonymes, voir Adele Goldberg (linguiste) et Goldberg.
Adele Goldberg, née le 7 juillet 1945 à Cleveland, est une informaticienne américaine,.
Elle a été l'une des co-développeuses du langage de programmation Smalltalk-80 (qui a influencé d'autres langages de programmation comme Python et Java) et de divers concepts liés à la programmation orientée objet alors qu'elle était chercheuse au Palo Alto Research Center (PARC) de Xerox, dans les années 1970.

## Vie et éducation
Adele Goldberg est née à Cleveland, Ohio, le 22 juillet 1945. Ses parents ont déménagé à Chicago, Illinois quand elle avait 11 ans, où elle a passé le reste de son enfance. Dès son plus jeune âge elle s'intéresse à  la résolution de problèmes et aux mathématiques, elle fut d'ailleurs encouragée par ses professeurs à poursuivre activement les mathématiques.
En 1967, elle obtient un baccalauréat en mathématiques à l' Université du Michigan. Intéressée par le sujet de l'informatique, Goldberg a travaillé comme stagiaire chez IBM pendant l'été de sa première année d'université, où elle a appris à programmer des machines d'enregistrement unitaires. Après avoir obtenu son diplôme, elle a fréquenté l'Université de Chicago, où elle a obtenu sa maîtrise universitaire en 1969 et un doctorat en 1973 en sciences de l'information. Elle termine sa thèse « Computer-Assisted Instruction: The Application of Theorem-proving to Adaptive Response Analysis », tout en travaillant comme associée de recherche à l'Université de Stanford. Par la suite, elle a également été invitée plusieurs fois à Stanford en tant que chercheuse diplômée.

## Carrière
Adele Goldberg a commencé à travailler au PARC en 1973 en tant qu'assistante de laboratoire et de recherche, et est finalement devenue responsable du  System Concepts Laboratory où elle développe aux côtés d'autres chercheurs comme  Alan Kay  le langage de programmation Smalltalk-80. Ce langage a permis de  développer l'approche orientée objet de Simula 67 et a introduit un environnement de programmation de fenêtres superposées sur des écrans d'affichage graphique. Le format innovant de Smalltalk reposait sur le fait qu'il était simple à utiliser et personnalisable. Les objets pouvaient être transférés entre les applications avec un minimum d'effort,. Adele Goldberg et Alan Kay ont participé au développement de modèles de conception, précurseurs des modèles de conception utilisés plus tard dans la conception de logiciels.
Elle a écrit l'article influent « Personal Dynamic Media » en collaboration avec Alan Kay, qui prédisait un monde dans lequel des individus ordinaires utiliseraient des ordinateurs portables pour échanger, modifier et redistribuer des médias personnels. Ce document décrit la vision du Dynabook .
De nombreux concepts développés par Adele Goldberg et son équipe au PARC sont devenus la base des interfaces utilisateur graphiques. Selon Adele Goldberg, Steve Jobs a exigé une démonstration du système Smalltalk, qu'elle a d'abord refusé de lui donner, bien que ses supérieurs l'aient finalement obligée à se conformer. Apple a finalement pris bon nombre des idées utilisées dans le Xerox Alto et leurs implémentations, et les a utilisées comme base pour son environnement de bureau Apple Macintosh .
En 1988, Goldberg a quitté PARC pour co-fonder Parc Place Systems, une société qui a créé des outils de développement pour les applications basées sur Smalltalk. Elle devient alors présidente et PDG de jusqu'à sa fusion en 1995 avec Digitalk. Elle a également cofondé Neometron, Inc., un fournisseur de support Internet en 1999. Elle continue de poursuivre son intérêt pour l'éducation, en formulant des cours d'informatique dans des collèges communautaires aux États-Unis et à l'étranger. Elle devient également membre du conseil d'administration et conseillère de Cognito Learning Media, un fournisseur de logiciels multimédias pour l'enseignement des sciences.

## Réalisations et distinctions
Adele Goldberg a reçu plusieurs prix et de distinctions pour ses contributions au développement de systèmes informatiques. Elle a été présidente de l'Association for Computing Machinery (ACM) de 1984 à 1986 et, avec Alan Kay et Dan Ingalls, a reçu le   enACM Software Systems Award 1987. Elle a été incluse dans la liste « Twenty Who Matter» de Forbes.
En 1994, elle a été intronisée en tant que Fellow de l'Association for Computing Machinery. Elle a reçu le Lifetime Achievement Award de PC Magazine en 1996 et le prix d'excellence en programmation du Dr Dobb avec Dan Ingalls en 2002. En 2010, elle a été admise au Temple de la renommée de Women in Technology International (WITI) et a reçu un doctorat honorifique de l'Open University.